# The Cistercian Monks of Stift Heiligenkreuz
The Cistercian Monks of Stift Heiligenkreuz (dobesedno slovensko Cistercijanski menihi opatije Heiligenkreuz) je umetniško ime pevskega zbora cistercijanskih menihov iz spodnjeavstrijske opatije Heiligenkreuz, ki so doslej posneli šest zgoščenk gregorijanskega korala, ki so pritegnile pozornost evropske in svetovne glasbene javnosti. Imena posameznih pevcev niso bila nikoli posebej objavljena, saj se menihi vidijo predvsem kot ljudje posvečeni Bogu, ki pojejo iz verskih in neprofesionalnih razlogov.
Cistercijani opatije Heiligenkreuz so leta 2011 ustanovili lastno glasbeno založbo Obsculta Music in za svoje javne glasbene dosežke prejeli prestižne nagrade in priznanja. Njihov prvi glasbeni album Chant: Music for Paradise je izšel leta 2008 pri založbi Universal Music (pod tem imenom je album izšel v Evropi, medtem ko je v preostalem svetu izšel pod naslovom Chant: Music for the Soul). Samo ta album je kmalu po izidu prejel več zlatih in platinastih glasbenih certifikatov ter leta 2009 osvojil tudi nemško glasbeno nagrado ECHO Klassik v kategoriji »Uspešnica leta«.

## Diskografija
- 2008 – Chant: Music for Paradise, UCJ Music / Universal Music, CD 4766774[4] / Chant: Music for the Soul, London – Decca, CD B0011489-02[5]
- 2008 – Chant: Music for Paradise, Universal Music / UCJ Music, 2xCD 4766977[6]
- 2010 – Best of Gregorian Chant (kompilacijski album): Zisterzienser Mönche vom Stift Heiligenkreuz, Choralschola des Klosters Santo Domingo de Silos u.a., Deutsche Grammophon, CD 480 3408[7]
- 2011 – Chant: Amor et Passio, Obsculta Music / Preiser Records, CD 91200[8][9]
- 2011 – VESPERÆ. Baroque Vespers at Stift Heiligenkreuz – Ansambel dolce risonanza, Florian Wieninger & The Cistercian Monks of Stift Heiligenkreuz, Oehms Classics, CD 826[10][11]
- 2012 – Chant: Stabat Mater, Obsculta Music, CD OM 0003[12]
- 2012 – Chant: Missa Latina, Obsculta Music, CD OM 0002[13]
- 2014 – Chant: Into the Light, Obsculta Music, CD OSM 0004[14]
- 2015 – Chant for Peace, Deutsche Grammophon, CD 479 4709 GH[15]

## Nagrade in priznanja
- 2008 – "Zlata plošča" za album Chant: Music for Paradise v Belgiji,[16] Združenem kraljestvu, Nemčiji in na Poljskem[17]
- 2008 – "Platinasta plošča" na Nizozemskem za album Chant: Music for Paradise[18]
- 2008 – "Medijska nagrada" spodnjeavstrijske "Turistične nagrade 2008"[19][20]
- 2009 – Nominacija za glasbeno nagrado ECHO v kategoriji "Newcomer international"[21]
- 2009 – Dvojna "Platinasta plošča" na Poljskem za album Chant: Music for Paradise
- 2009 – Nagrada ECHO Klassik v kategoriji "Uspešnica leta" za album Chant: Music for Paradise[3]